# As-Suwaiq
As-Suwaiq (auch Al-Suwaiq) ist eine Stadt mit ca. 28.000 Einwohnern im Sultanat Oman. As-Suwaiq liegt direkt am Persischen Golf und an der Küstenautobahn Route 1. As-Suwaiq ist administrativ ein Wilaya des Gouvernements Schamal al-Batina. In as-Suwaiq befindet sich eine alte Festungsanlage.